# Hastula albula
Hastula albula é uma espécie de gastrópode do gênero Hastula, pertencente a família Terebridae.